# C20H24O5
化学式C20H24O5（摩尔质量：344.4 g/mol）可能指：
- 4-(6-羟基己氧基)苯甲酸4-甲氧基苯酯，CAS号：137407-31-9
- 3,4-二香草基四氢呋喃（英语：3,4-Divanillyltetrahydrofuran），CAS号：34730-78-4

|  | 这个同类索引页列出了具有相同分子式的化学物（即同分異構體）条目。 除非您是有意链接至本页，否则应将相应条目的内部链接指向正确的条目。 |